# Афанасьев, Леонид Александрович
Леонид Александрович Афанасьев (14 ноября 1932, Алма-Ата — 2 января 2002, там же) — советский и казахстанский микробиолог, первый доктор ветеринарных наук по микробиологии в Казахстане.

## Биография
Родился 14 ноября 1932 года в Алма-Ате. Закончил Московскую ветеринарную академию в 1955 году.
- 1955—1956 — старший ветврач Калининского винсовхоза.
- 1956—1958 — ветсанитарный врач ст. Алматы.

С 1958 года сотрудник КазНИВИ.
- 1958−1961 — старший лаборант.
- 1959—1961 — аспирант.
- 1961—1975 — младший научный сотрудник, старший научный сотрудник лаборатории болезней молодняка.
- 1975—1980 — заведующий лабораторией промкомплексов.
- 1980—1982 — заведующий лабораторией незаразных болезней.
- 1982—1989 — старший научный сотрудник.
- 1989—1995 — заведующий лабораторией болезней молодняка.
- 1995—1997 — главный научный сотрудник.
- 1998 — научный консультант КазНИВИ.

Автор 82 научных публикаций, в том числе 11 рекомендаций. Подготовил двух кандидатов наук. Был награждён двумя медалями.

## Основные научные работы[1]
1. «Исследования белков сыворотки крови овец под воздействием эхинококкозе». Т.1-4. 1962-1963;
2. «Преодоление устойчивости микрофлоры к антибиотикам под воздействием поверхностно активных веществ». // «Меры борьбы с инфекционными, паразитными и незаразными болезнями сельскохозяйственных животных в Казахстане». 1965;
3. «Новые антимикробные препараты для лечения колибактериоза». // «Вестник сельскохозяйственной науки Казахстана». 1997, №6.
4. «Колибактериоз телят (патогенез, лечение и профилактика)» / диссертация доктора ветеринарных наук 16.00.03 // М. — 1990,[2][3]
5. «Некоторые вопросы патогенеза и терапии диспепсии новорожденных телят» // диссертация кандидата ветеринарных наук / Алма-Атинский зооветеринарный институт — Алма-Ата, 1967[4][5]
6. «За высокий выход и сохранение новорожденных телят» // Алма-Ата: «Кайнар» — 1973[6]
7. «Солевой гипертонический раствор при диспепсии телят» // «Ветеринария». 1975. — № 3. — С. 97.[7]
8. «Условно-патогенная микрофлора кишечника и ее роль в этиопатогенезе острых желудочно-кишечных заболеваний телят» / В. А. Гушул, Л. A. Афанасьев, Т. П. Мантрова // «Профилактика и меры борьбы с инфекционными и незаразными болезнями сельскохозяйственных животных в Казахстане». Сб. науч. тр. Казахского науч.-исслед. вет. ин-та. — Алма-Ата. — 1984[8]

Поскольку в Казахстане тогда не было Учёного совета по данной дисциплине, то докторскую защитил в Москве.
Являлся научным руководителем диссертации кандидата ветеринарных наук Виктора Михайловича Басанца «Лечение и профилактика желудочно-кишечных и респираторных болезней телят» (1994).
Выступал оппонентом на защите диссертации доктора ветеринарных наук Бактыгири Хайруловича Шушаева «Сибирская язва животных в Республике Казахстан» (1993).